# Tagebuch der Apokalypse 2
Tagebuch der Apokalypse 2 (Originaltitel: Day by Day Armageddon: Beyond Exile) ist der zweite Teil einer vierteiligen Romanreihe des amerikanischen Schriftstellers J. L. Bourne aus dem Jahr 2010. Die deutsche Übersetzung von Ronald M. Hahn wurde durch den Heyne Verlag im Jahr 2011 veröffentlicht.

## Handlung
Der Leser erfährt die Geschichte eines Mannes, der seine Erfahrungen in einer postapokalyptischen Welt in einem Tagebuch festhält. Die Handlung setzt nahtlos an das Ende des ersten Romantitels an, Tagebuch der Apokalypse.
Noch immer harrt der Protagonist des Romans mit einer kleinen Gruppe Überlebender in dem Bunker eines Raketensilos aus und versucht in einer Welt zu überleben, die durch Untote besiedelt wird. Nachdem sie sich von den Angriffen einer Räuberbande auf den Bunker erholt haben, begeben sich die Männer der Gruppe auf Erkundungstour auf einen nahe gelegenen Flugplatz. Hier entdeckt der Protagonist des Romans im Tankdeckel eines Tankwagens die Nachricht einer Familie, die ihr nächstes Flugziel angibt: Lake Charles.
Da ihn das ungewisse Schicksal der Familie nicht mehr los lässt, begibt sich der Protagonist mit einem Flugzeug auf die Suche nach der Familie. Tatsächlich gelingt es ihm, eine ältere Dame mit dem Namen Dean und ihren zwölfjährigen Enkel Danny aus den Klauen der Untoten zu retten und unversehrt in das Hotel 23 zu bringen. Die nun neunköpfige Gruppe, inklusive Hund Annabelle, wird unmittelbar darauf erneut aus ihrem Bunkeralltag gerissen: durch einen Notruf erfährt sie von einer sechsköpfigen Armeeeinheit, die in einem gepanzerten Fahrzeug festsitzt – umringt von hunderten Untoten.
Auch hier gelingt eine Rettung, und die befreiten Soldaten begeben sich, nachdem sie im Hotel 23 aufgepäppelt wurden, wieder zu ihrer Einheit. Doch die Rettung der Soldaten hat ein Nachspiel: das Bataillon der Geretteten umstellt den Bunker und fordert die Übergabe dieser Einrichtung. Nach anfänglichen Verhandlungen, versucht das Militär gewaltsam in die Einrichtung einzudringen. Als letzten, friedlichen Ausweg sieht der Protagonist die Preisgabe seiner Identität als Offizier der US-Streitkräfte. Zu seiner Überraschung ist der Protagonist der ranghöchste Soldat unter den Belagerern, weshalb er das Kommando des zersprengten Bataillons übertragen bekommt. Durch die Soldaten erfährt der Leser zudem, dass die US-Streitkräfte über einen noch intakten Flugzeugträger verfügen, von dem das Bataillon in der Vergangenheit Instruktionen erhalten hat.
Durch seine neue Funktion als ranghöchster Soldat erhält das Hotel 23 eine neue Funktion: Es wird eine neue militärische Operationsbasis. Im weiteren Verlauf kommt es zu gefährlichen Rettungsaktionen, bis der Protagonist bei einem Aufklärungsflug weitab des Hotels 23 abstürzt und, auf sich allein gestellt, sich einen Weg zurück zum Raketensilo bahnen muss. Auf seinem Weg erreicht ihn ungewöhnliche Hilfe: Ein Flugzeug wirft ihm Waffen, Karten und Nahrung ab und stattet ihn obendrein mit einem Handy aus, über das er in Form von Textnachrichten Anweisungen erhält. Abgesendet werden diese Anweisungen von einer mysteriösen Organisation namens „Remote Six“.
Auf seinem weiteren, beschwerlichen Weg trifft der Protagonist auf einen menschlichen Mitstreiter: Saien, ein im Waffengebrauch geübter Moslem aus Chicago. Dank weiterer Hilfe der Organisation „Remote Six“, die die beiden mit ungewöhnlich futuristischen Waffen ausstattet, gelingt die Rückkehr zum Hotel 23. Doch die Heimgekehrten haben im Schlepptau eine große Horde Untoter. Erschwerend kommt hinzu, dass es sich bei den Untoten um atomar verstrahlte Kreaturen handelt. Dies macht die Untoten schneller, intelligenter und gefährlicher als die nicht verstrahlten apokalyptischen Kreaturen.
Im Raketensilo angelangt, erreicht die Überlebenden eine Mitteilung der Organisation „Remote Six“. Diese fordern die Insassen des Silos auf, die verbliebenen Atomsprengköpfe auf den Flugzeugträger des Militärs abzufeuern. Dieser Aufforderung kommt die Besatzung nicht nach, weshalb die Organisation eine neuartige Lärmwaffe auf das Silo abfeuert, die alle untoten Horden in der Umgebung zum Hotel 23 lockt. So bleibt den Überlebenden des Hotels 23 nur die Flucht auf den Flugzeugträger.
Auf dem Flugzeugträger erhält der Protagonist des Romans durch den führenden Admiral einen neuen, heiklen Auftrag: dank Geheimdienstinformationen weiß man, dass die Ursache der Untotenplage in Peking zu finden ist. Denn hier befindet sich Patient Null, der nun lokalisiert werden soll, um ein potenzielles Gegenmittel entwickeln zu können. In den letzten Nachrichtenfetzen des Romans erfährt der Leser schließlich, dass es sich bei Patient Null um eine außerirdische Lebensform handeln soll. Diese ist in China im Mingyoung-Gletscher gefunden worden, wo er schätzungsweise 20.000 Jahre in seinem Raumschiff gefangen war.

## Besonderheiten
Die Taschenbuchausgabe ist mit handschriftlichen Vermerken, Unterstreichungen und Zeichnungen versehen, um so einen realistischen Eindruck eines tatsächlichen Tagebuchs zu erzeugen.